# Staatspartij voor de Volkswelvaart
De Staatspartij voor de Volkswelvaart was een Nederlandse conservatief-liberale politieke partij.
Leider van de partij was August Frederik Leopold Faubel, die in 1921 samen met de gehele afdeling Den Haag uit de Nederlandsche Bond van Belastingbetalers was gestapt. Hij richtte de Nationale Bezuinigingsbond op, later werd de naam veranderd in de Staatspartij voor de Volkswelvaart. Belangrijkste programmapunt was een uitgebreid pakket van bezuinigingen op allerlei gebied. 
Bij de Tweede Kamerverkiezingen 1922 nam de partij deel in een lijstverbinding met de Liberale Partij van Samuel van Houten en de eenmanslijst lijst-Braam. Deze lijstverbinding kreeg één zetel, die bezet werd door Lizzy van Dorp van de Liberale Partij.
In 1923 werd nog meegedaan aan de verkiezingen voor de Provinciale Staten in Zuid-Holland. Het Statenlid Philippus Scipio de Laat de Kanter was van de Algemeene Staatspartij naar de SvV overgegaan, maar ondanks een lijstverbinding met (opnieuw) de Liberale Partij en de Nationale Bond voor Bezuiniging van Van der Mijle ging deze zetel bij de verkiezingen verloren. Het volgende jaar ging de partij feitelijk op in het Vaderlandsch Verbond.